# Fusarium cavispermum
Fusarium cavispermum är en svampart som beskrevs av Corda 1837. Fusarium cavispermum ingår i släktet Fusarium och familjen Nectriaceae.   Inga underarter finns listade i Catalogue of Life.